# Chrysler Pacifica
Chrysler Pacifica — автомобиль, выпускаемый компанией Chrysler. В 2004—2008 году выпускалась модель с индексом CS, позиционировавшаяся компанией как кроссовер. С 2016 года выпускается минивэн, пришедший на смену Chrysler Town & Country.

## Pacifica (CS)

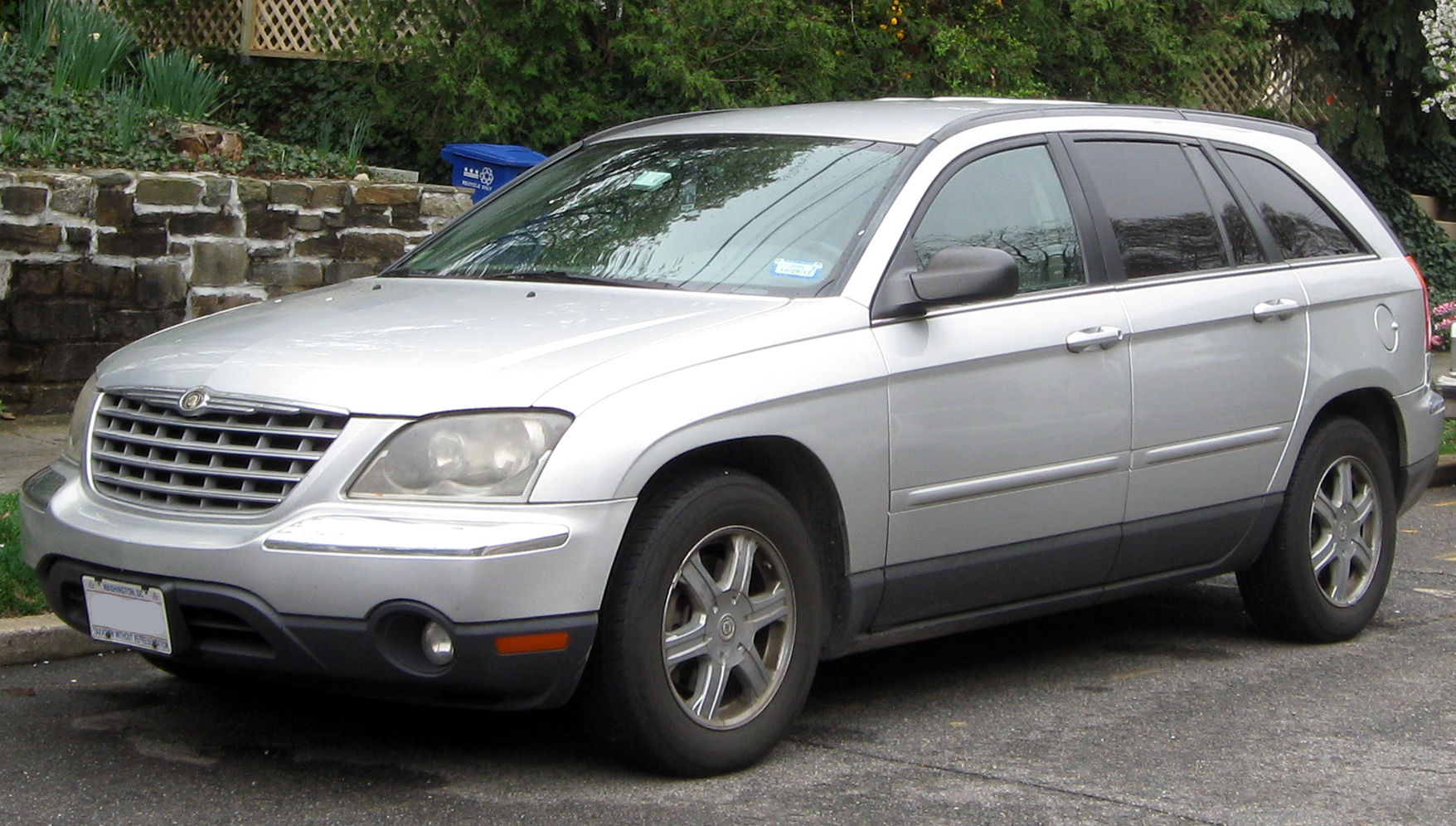
Кроссовер Chrysler Pacifica, выпускавшийся в 2004-2008 годах

Chrysler Pacifica (CS) сошёл с конвейера в январе 2003 года в Виндзоре (Онтарио). Разработчики автомобиля назвали машину Sport Tourer, что означает спортивно-туристический автомобиль.

## Pacifica (RU)
О разработке автомобиля на смену Chrysler Town & Country было заявлено в 2015 году, но о смене названия тогда речи не шло — более того такая процедура, как дорогостоящая, отрицалась.
Автомобиль был представлен 11 января 2016 года на Детройтском автосалоне, но под именем Крайслер Пацифика — решение сменить название было объяснено желанием отделить автомобиль от предыдущих поколений минивэнов компании. Отличием от них называлась новая платформа и дизайн — более спортивный внешний вид в стиле кроссоверов, поглощающих сегмент минивэнов, отход от традиционно угловатого дизайна минивэнов. Дизайн новинки повторял стиль седана Chrysler 200.
Сборка автомобиля началась на заводе Windsor Assembly Plant в Виндзоре, провинция Онтарио, Канада. Проверку на безопасность минивэн прошёл в ряде краш-тестов IIHS в августе 2016 года, получив максимальную оценку Top Safety Pick+.
Выпускается в пяти комплектациях: LX и Touring, Touring-L, Touring-L Plus и Limited. В комплектации LX минивэн получил 305-сильную бензиновую «шестёрку» Pentastar VVT объёмом 3,6 литра, спаренную с девятиступенчатой автоматической коробкой передач.
Продажи начались в мае 2016 года и уже к октябрю Крайслер Пацифика занял 20 % рынка минивэнов США, достигнув продаж в 35,5 тысяч автомобилей, став вторым по популярности минивэном в США после Toyota Sienna, что позволило автомобилю выйти в финал конкурса Автомобиль года в США в категории SUV.
В октябре 2016 года компания запустила через соцсети социально ориентированные рекламные видеоролики под названием «PacifiKids», где дети 8-13 лет в роли автодилеров рассказывают родителям о возможностях модели.
В 2019 году автомобиль в базовой и средней комплектациях был переименован в Chrysler Voyager.
В феврале 2020 года, на автосалоне в Чикаго был представлен обновлённый Chrysler Pacifica с полным приводом.

## В России
В России автомобиль появился в 2018 году, но цена модели — в зависимости от комплектации от 3,9 до 4,3 млн рублей — была названа экспертами неконкурентоспособной: если и прежний минивэн Chrysler Grand Voyager, стоивший 3,3 млн, находил в год по 30—40 покупателей, то и новой модели покупатели предпочтут Volkswagen Multivan за 2,6 млн, а за 3,5—4 млн рублей можно приобрести и Land Cruiser Prado.

Остаётся завидовать автолюбителям, проживающим в загнивающей Америке. Там базовая Pacifica в пересчёте на наши стоит 1.5 миллиона рублей, причём с мотором V6 и автоматом.— журнал «За рулём», 2018 год
По итогам 2018 года в России было продано всего 74 экземпляра автомобиля (но одной лишь ценой результат не объясняется — такой же по цене Toyota Alphard нашёл 926 покупателей).